# Sentencia del Tribunal Constitucional sobre la disolución del Congreso de la República del Perú en 2019
La Sentencia del Tribunal Constitucional sobre la Disolución del Congreso de la República del Perú en 2019 fue adoptada por mayoría el 14 de enero de 2020 en respuesta a la demanda competencial instaurada por la Comisión Permanente del Congreso contra el acto de disolución del parlamento llevado a cabo por el presidente de la República Martín Vizcarra el 30 de septiembre de 2019. De acuerdo con el presidente, su decisión estaba amparada en el artículo 134° de la Constitución peruana que lo habilita a disolver el congreso y convocar en el mismo acto a nuevas elecciones parlamentarias cuando el congreso ha denegado su confianza a dos Consejos de Ministros. 
La sentencia estableció que el Poder Ejecutivo tenía competencia para hacer cuestión de confianza para modificar la Ley Orgánica del Tribunal Constitucional en el extremo que se refiere al procedimiento de elección de sus magistrados, así como para solicitar al Congreso que aplazara dicha elección hasta la aprobación de la modificación propuesta, tal y como había ocurrido el 30 de septiembre de 2019 en que el presidente del Consejo de Ministros Salvador del Solar planteó cuestión de confianza en esos términos. No obstante, dado que el Congreso ignoró este pedido y prosiguió con la elección, dicho acto significó la denegatoria en los hechos de la confianza solicitada (denegación fáctica), pese a que formalmente la confianza fue luego aprobada en una votación, y tratándose de la segunda oportunidad en que ello ocurría, el presidente estaba facultado para disolver el parlamento y convocar a nuevas elecciones.
Al declarar infundada la demanda, la sentencia consideró como constitucional el acto de disolución del congreso, precisando que si bien la regla general para determinar el otorgamiento de confianza es el acto de votación, ello no impide que, en algunos supuestos particulares, sea posible que se presente alguna situación que justifique el apartamiento de dicha regla, precisando que, en este caso en particular, pese a existir una votación formalmente favorable al pedido de cuestión de confianza planteado, lo cierto es que materialmente no se cumplió con uno de los extremos solicitados (suspender el proceso de elección de magistrados).

## Antecedentes

### Enfrentamiento entre el Ejecutivo y el Congreso
Las elecciones generales de 2016 en el Perú determinaron un complicado reparto del poder para el periodo de gobierno 2016-2021, en el que la agrupación política Peruanos por el Kambio obtuvo la presidencia de la república en la persona de Pedro Pablo Kuczynski pero solo 18 de los 130 escaños que componen el congreso unicameral peruano. Por el contrario, la agrupación fujimorista Fuerza Popular, que perdió la presidencia por escaso margen, obtuvo 73 escaños. Debido a la falta de acuerdos y la imposibilidad de una cohabitación, la situación generó prontamente una crisis política de enfrentamiento entre el poder ejecutivo y el congreso.
Uno de estos enfrentamientos motivó que el Congreso rechazara una cuestión de confianza planteada por el entonces Presidente del Consejo de Ministros Fernando Zavala Lombardi, a consecuencia de lo cual todo el gabinete se vio obligado a renunciar. Esta fue la primera cuestión de confianza denegada a un Consejo de Ministros en el periodo de gobierno 2016-2021.
Otros hechos relacionados con el enfrentamiento entre el Congreso y el Poder Ejecutivo fueron los intentos de destitución contra el presidente Pedro Pablo Kuczynski y su renuncia a la presidencia en marzo de 2018, lo que llevó al hasta entonces vicepresidente Martín Vizcarra a asumir el cargo de presidente, reanudando los enfrentamientos entre los dos poderes del Estado.

### Segunda cuestión de confianza denegada
En septiembre de 2019 se conoció que el Congreso de la República había programado para el lunes 30 de ese mes la elección de los nuevos magistrados del Tribunal Constitucional. Esto llevó a que el presidente Vizcarra emitiera un pronunciamiento informando que el ejecutivo, a través del Presidente del Consejo de Ministros Salvador del Solar, formularía una cuestión de confianza vinculada a un proyecto de ley destinado a modificar la ley orgánica del Tribunal Constitucional en el extremo referido al procedimiento de elección de sus magistrados, pues consideraba que el proceso no se estaba llevando con la debida transparencia.
La cuestión de confianza pretendía que el Congreso suspendiera la elección de los magistrados para reanudar dicho proceso una vez que se hubieran aprobado las modificaciones propuestas. Así, cuando el 30 de septiembre se inició la sesión para la elección de los magistrados, el jefe del gabinete ministerial logró ingresar al hemiciclo, pese a un intento frustrado de impedírselo, e intervino en la discusión formalizando la cuestión de confianza por el proyecto de ley presentado, retirándose luego del parlamento. En el acto, la bancada de Nuevo Perú presentó una cuestión previa que planteaba suspender la elección de los magistrados y atender primero la cuestión de confianza planteada por el poder ejecutivo. Esta cuestión previa fue rechazada por 80 votos contra 34. El Congreso continuó con el proceso de elección de los magistrados, logrando obtener la votación calificada (87 votos) para uno de ellos (Gonzalo Ortiz de Zevallos Olaechea).
Este hecho fue entendido por el poder ejecutivo como una denegación fáctica de la confianza solicitada, por lo que se consideró habilitado a disolver el Congreso, pese a que este aprobó en la tarde de ese mismo día una resolución otorgando la confianza solicitada.

### Disolución del Congreso
En un mensaje a la nación de poco más de 10 minutos de duración, el presidente Martín Vizcarra hizo un recuento de las veces en que su gobierno había tenido que plantear cuestiones de confianza ante el Congreso. Mencionó también al intento de impedir el ingreso del primer ministro al hemiciclo del Congreso en la mañana de ese día y al hecho de no haberse dado la prioridad solicitada por éste y, por el contrario, proseguir con la elección de magistrados al Tribunal Constitucional. Esto lo llevó a anunciar su decisión de disolver el congreso debido a que su gobierno consideraba que por los hechos (negación de entrada al primer ministro y elección de un magistrado) se había negado la confianza al presidente del Consejo de Ministros de manera fáctica.
Horas más tarde el ejecutivo designó a Vicente Zeballos como nuevo Presidente del Consejo de Ministros y procedió a emitir el Decreto Supremo N° 165-2019-PCM que contendía el acto de disolución del Congreso y la convocatoria a elecciones parlamentarias extraordinarias. El decreto de disolución, publicado el mismo 30 de septiembre de 2019 en una edición extraordinaria del Diario Oficial El Peruano, fue suscrito por el presidente de la república y refrendado por el nuevo presidente del consejo de ministros.

### Proceso competencial
El 10 de octubre de 2019, el presidente de la Comisión Permanente del Congreso (órgano que se mantiene en funciones durante el interregno parlamentario), presentó una demanda competencial ante el Tribunal Constitucional con la finalidad de que se declare la nulidad del acto de disolución del Congreso contenido en el Decreto Supremo N° 165-2019-PCM. El petitorio de la demanda le solicita el Tribunal Constitucional  lo siguiente:
1. Que se declare que el poder ejecutivo no tiene competencia para realizar pedidos de cuestión de confianza respecto de atribuciones que son de competencia constitucional exclusiva del Congreso de la República, ya que ello significa menoscabar dichas atribuciones. Estas son, entre otras, la de aprobar normas de reforma constitucional contemplada en el artículo 206° de la Constitución y la selección y elección de los magistrados del Tribunal Constitucional, contemplada en el artículo 201° de la misma.
2. Que se declare que, cuando el poder ejecutivo, a través de la Presidencia del Consejo de Ministros, realiza un pedido de cuestión de confianza, éste solo puede ser otorgado por el Congreso de la República de forma expresa, a través de una votación en el pleno, y no de manera tácita o "fáctica", pues ello implicaría menoscabar las competencias constitucionales del Congreso para aprobarla o denegarla y atentaría contra el principio democrático de toma de decisiones y el principio constitucional de separación de poderes.
3. Que se declare que la cuestión de confianza debe plantearse, debatirse y someterse a votación respetando los procesos establecidos en el Reglamento del Congreso, en función a sus prerrogativas de autorregulación, las cuales se han visto menoscabadas por la forma en que el poder ejecutivo ejerció su competencia para plantear la cuestión de confianza el 30 de septiembre.
4. Que, en razón de los puntos anteriores, se declare la consiguiente nulidad del acto de disolución del Congreso contenido en el Decreto Supremo N° 165-2019-PCM.

## La sentencia y su contenido

### Sentido del fallo
Con fecha 6 de enero de 2020 se hizo pública la ponencia del magistrado Carlos Ramos Núñez que proponía declarar infundada la demanda competencial. Posteriormente, con fecha 14 de enero de 2020 se llevó a cabo el debate de la ponencia, el cual fue por primera vez televisado, y durante el mismo los magistrados expresaron sus puntos de vista en relación con la ponencia y a los hechos materia de demanda. Culminadas las deliberaciones la presidenta Marianella Ledesma sometió a votación la ponencia la cual obtuvo cuatro votos a favor y tres en contra, con lo cual ésta se convirtió en sentencia y la demanda fue declarada infundada. El sentido en que cada magistrado votó fue el siguiente:
| Sentido              | Magistrados                                                                                   | Total votos |
| -------------------- | --------------------------------------------------------------------------------------------- | ----------- |
| Infundada la demanda | Carlos Ramos Nuñez, Manuel Miranda Canales, Eloy Espinosa-Saldaña, Marianella Ledesma Narváez | 4           |
| Fundada la demanda   | Ernesto Blume, José Luis Sardón, Augusto Ferrero                                              | 3           |

Luego de la votación, la Presidenta del Tribunal emitió un pronunciamiento en el que formalmente hizo pública la decisión adoptada, señalando en su comunicado que, al declararse infundada la demanda "se ha considerado constitucional, el acto de disolución del Congreso de la República que tuvo lugar el 30 de septiembre de 2019, por haber negado la confianza a dos Consejos de Ministros", precisando además que los magistrados tienen un plazo de siete días para presentar los fundamentos de sus votos luego de lo cual se publicaría el texto definitivo de la sentencia.
La sentencia, con algunas correcciones respecto de la ponencia original, fue publicada el 23 de enero de 2019 en la web institucional del Tribunal Constitucional.

### Sobre la posibilidad de plantear cuestión de confianza para reformar el procedimiento de elección de magistrados del Tribunal Constitucional
A este respecto, la sentencia menciona que en un caso anterior [Sentencia 0006-2018-PI/TC,fundamento 75] el Tribunal ya había establecido que "la cuestión de confianza que pueden plantear los ministros ha sido regulada en la Constitución de manera abierta, con la clara finalidad de brindar al Poder Ejecutivo un amplio campo de posibilidades en busca de respaldo político por parte del Congreso, para llevar a cabo las políticas que su gestión requiera". Asimismo, señala que el día 30 de septiembre de 2019 el presidente del Consejo de Ministros sustentó en el Congreso de la  república la importancia que para el Poder Ejecutivo significaba que el proceso de elección de los magistrados del Tribunal Constitucional se llevara a cabo con márgenes amplios de transparencia y participación ciudadana, lo cual además era parte de la Política General de Gobierno al 2021, aprobada mediante Decreto Supremo 056-2018-PCM, publicado en el Diario Oficial El Peruano el 24 de mayo de 2018, en el que se establece como algunos de sus lineamientos prioritarios asegurar la transparencia en las entidades y fortalecer las instituciones para la gobernabilidad. En tal sentido, en este extremo la sentencia concluye en lo siguiente:

184. Por las consideraciones expuestas, este Tribunal considera que la presentación de un proyecto de ley relacionado con la reforma de la Ley Orgánica del Tribunal Constitucional, específicamente en lo relacionado al procedimiento para la selección de sus magistrados, se encuentra dentro del ámbito de las competencias del Poder Ejecutivo, por tratarse de un asunto de un marcado interés nacional. No se ha presentado, así, alguna lesión de la Constitución en este extremo de la demanda.
Sentencia 006-2019-CC/TC, fundamento 184, p. 69

No obstante, el tribunal también precisó que si bien el poder ejecutivo puede hacer cuestión de confianza para modificar el procedimiento de elección de altos funcionarios del Estado, ello no implica que pueda determinar quiénes deben ser finalmente elegidos para dichos cargos:

193. [...]
En este orden de ideas, entonces, una cuestión es plantear, por ejemplo, una cuestión de confianza respecto de la posibilidad de transparentar el proceso de elección de funcionarios del Estado (como ha ocurrido en este caso) y una muy distinta que, por ejemplo, se pretenda elegir, de manera obligatoria, a ciertos candidatos para dichos puestos. Lo segundo se encuentra dentro del ámbito de lo constitucionalmente prohibido.
Sentencia 006-2019-CC/TC, fundamento 193, p. 72

### Materias sobre las que no procede plantear cuestión de confianza
El tribunal precisó que existen materias sobre las que el poder ejecutivo no podría formular cuestiones de confianza, como son aquellas que puedan comprometer el principio de separación de poderes y por tanto a las relaciones entre el poder ejecutivo con el poder legislativo. En ese sentido, enuncia algunos supuestos en los que la formulación de cuestiones de confianza no procede:

185. [...]
(i) Que el planteamiento de la cuestión de confianza esté relacionado con la supresión de la esencia de alguna cláusula de intangibilidad de la Constitución (forma de gobierno republicana y representativa; principio de separación de poderes, cláusula de Estado de Derecho, principio democrático, protección de los derechos fundamentales, etc.);
(ii) Que el planteamiento de la cuestión de confianza se relacione con el condicionamiento del sentido de alguna decisión que, de conformidad con la Constitución, sea competencia de otro órgano estatal; y, 
(iii) que el planteamiento de la cuestión de confianza, en el caso de proyectos de ley, no se realice respecto de materias que permitan concretar u operativizar las propuestas planteadas por el gobierno o que carezcan de un marcado interés público.
Sentencia 006-2019-CC/TC, fundamento 185, p. 70

190. Así, el Poder Ejecutivo no podría plantear una cuestión de confianza que suponga un desconocimiento manifiesto de los principios que, asentados en nuestra historia republicana, perfilan la identidad de la Constitución peruana. No sería válido, por ejemplo, plantear una cuestión de confianza para suprimir la cláusula de Estado de Derecho, del principio democrático, la separación de poderes, o para despojar de cualquier contenido a los derechos fundamentales de la persona.
Sentencia 006-2019-CC/TC, fundamento 190, p. 71

192. De esta forma, no sería viable, desde el punto de vista constitucional, que, por ejemplo, se plantee una cuestión de confianza con el propósito que una denuncia constitucional, que está siendo tramitada en el Congreso de la República, sea forzosamente aprobada o rechazada. Del mismo modo, no se podría exigir que el Congreso de la República designe, para su Mesa Directiva, a legisladores que ostenten un perfil cercano al del Jefe de Estado. La Constitución dispone que el órgano encargado para esa labor es el Poder Legislativo. Permitir lo contrario supondría alterar considerablemente el equilibrio de poderes.
Sentencia 006-2019-CC/TC, fundamento 192, p. 71

### Sobre la posibilidad de que una cuestión de confianza sea denegada de manera tácita
Este fue un aspecto central del proceso competencial, pues mientras que el Congreso en su demanda sostenía que la cuestión de confianza solo puede entenderse como otorgada o rechazada luego de un debate y una votación expresa en el pleno del parlamento, el poder ejecutivo consideraba que la confianza podía considerarse denegada cuando, más allá de lo que formalmente votara el Congreso, éste realizaba acciones que evidenciaban que su real voluntad era la de impedir que se cumpla el propósito por el que la cuestión de confianza fue planteada. En el presente caso, el ejecutivo sostenía que el hecho de que el Congreso ignorara el pedido de suspender la elección de magistrados del Tribunal Constitucional y por el contrario procediera incluso a elegir a uno de ellos, demostraba que en los hechos el parlamento estaba rechazando la confianza solicitada. Al respecto, el tribunal precisó:

210. Sin embargo, para este Tribunal no pasa inadvertido el hecho que, en los términos en los que la confianza fue planteada, era evidente que las circunstancias ameritaban que dicho asunto fuera resuelto primero. De este modo, al continuar con el procedimiento de elección de magistrados, el Congreso de la República demostró que no tenía intención de cumplir con lo solicitado por el Presidente del Consejo de Ministros. Esto se corrobora si se considera que, pese a que la congresista Indira Huilca Flores presentó una cuestión previa para postergar el proceso de elección y debatir sobre la cuestión de confianza, el Pleno del Congreso decidió continuar con la votación, y rechazar, de esta manera, lo solicitado.
Sentencia 006-2019-CC/TC, fundamento 210, p. 76

211. [...] Al respecto, este Tribunal advierte que, si bien es cierto que, en la mayor cantidad de escenarios, la verificación del otorgamiento o denegación de la cuestión de confianza se puede advertir con el acto de la votación en el Congreso de la República, también es importante considerar que existen supuestos extraordinarios en los que es evidente que, por su accionar, el órgano legislativo ha decidido rechazar la confianza planteada. 

Sentencia 006-2019-CC/TC, fundamento 211, p. 76

218. Por lo expuesto, el Tribunal nota que, pese a la votación formalmente favorable al pedido de cuestión de confianza planteado, lo cierto es que materialmente no se cumplió con uno de los extremos solicitados. No se trató, ciertamente, de un accionar expreso materializado en un acto de votación en la sesión del Pleno del Congreso, pero sí de una forma manifiesta de no aceptar lo solicitado. De hecho, en la sesión del 30 de septiembre de 2019, el Presidente del Consejo de Ministros precisó que se entendería denegada la confianza si es que se continuaba con la selección pese a los reiterados pedidos de suspender dicho acto. El Congreso de la República, en consecuencia, actuó con claro conocimiento de los términos de la solicitud planteada. De esta forma, este Tribunal concluye que el Poder Ejecutivo no ha obrado de una forma contraria a la Constitución en el presente caso.
Sentencia 006-2019-CC/TC, fundamento 218, p. 78

### Sobre el momento en que se produjo la disolución del Congreso de la República
Con relación a este aspecto, el tribunal consideró necesario dilucidar el momento en que se produjo la disolución del parlamento, ya que podía considerarse el momento en que el presidente anunció la disolución durante su mensaje a la nación, cuando se expidió el decreto de disolución (Decreto Supremo N° 165-2019-PCM) o al día siguiente en que dicho decreto se publicó en el diario oficial, esto último por ser la regla general de validez de las normas. Sobre el particular, el tribunal estableció lo siguiente:

221. En tal sentido, la disolución del Congreso de la República regulada en el artículo 134 ocurre, en estricto, mediante un acto, no mediante una norma, aun cuando es
un requisito de validez que tal norma exista de forma inmediata posterior. Así, si bien la disolución fue plasmada en el Decreto Supremo 165-2019-PCM, el extremo referido a la disolución del Congreso de la República refleja un acto presidencial. De ahí que, justamente, la vía correspondiente para revisar la constitucionalidad de tal acto presidencial sea el conflicto competencial (y no la acción popular), conforme a lo dispuesto en los artículos 110 y 113 del Código Procesal Constitucional [...].
Sentencia 006-2019-CC/TC, fundamento 221, p. 79

222. [...] En el presente caso, este Tribunal advierte que el acto de disolución se llevó a cabo cuando el Presidente de la República dio su mensaje a la nación, no cuando fue publicado el decreto de disolución en el Diario Oficial El Peruano. [...]
Sentencia 006-2019-CC/TC, fundamento 222, p. 79

### Sobre el refrendo ministerial con que debe contar el decreto de disolución del Congreso de la República
El artículo 120 de la Constitución Política del Perú establece que "son nulos los actos del Presidente de la República que carecen de refrendación ministerial" y por tal razón el tribunal estimó necesario pronunciarse sobre la validez del decreto de disolución del parlamento (Decreto Supremo N° 165-2019-PCM), el cual además de la firma del presidente de la república llevó únicamente el refrendo del nuevo Presidente del Consejo de Ministros Vicente Zeballos, quien fue nombrado a consecuencia de la renuncia del gabinete anterior. Al respecto la sentencia precisa lo siguiente:

223. [...] De esta manera, si bien el acto presidencial de disolución se realizó en el momento del mensaje, el requisito del refrendo por escrito debía ser necesariamente posterior, es decir, debía realizarse recién con la emisión del decreto de disolución. En ese sentido, el refrendo perfecciona el acto de forma inmediata posterior, al haberse realizado el mismo día.
Sentencia 006-2019-CC/TC, fundamento 223, p. 79

224. En segundo lugar, cabe destacar que tal perfeccionamiento inmediato posterior debe entenderse en el contexto político y constitucional de una disolución del Congreso de la República que amenaza con suspender o vacar al Presidente de la República que lo está disolviendo. Exigir que el Presidente de la República juramente un Consejo de Ministros antes de realizar el acto de disolución podría llevar a la imposibilidad fáctica de realizarla posteriormente, lo que implicaría desnaturalizar, inutilizar y hasta eliminar la figura de la disolución del Congreso de la República de nuestro ordenamiento constitucional. Además, en atención a las circunstancias especiales de una situación como la presente, resulta razonable y necesario entender el refrendo ministerial como un elemento de validez que perfecciona el acto y permite la conservación de su validez desde el origen. En tal sentido, el acto de disolución del Congreso de la República goza además de validez formal.
Sentencia 006-2019-CC/TC, fundamento 224, pp. 79-80

### Sobre el posible ejercicio abusivo de la cuestión de confianza
El tribunal advirtió la posibilidad de que el poder ejecutivo pudiera hacer un uso indiscriminado de la cuestión de confianza como una herramienta en contra del congreso con el propósito de disolverlo, precisando al respecto lo siguiente:

142. En todo caso, es también bastante claro que, frente al uso de esta clase de excepciones por parte del Poder Ejecutivo, este Tribunal tendrá competencia para determinar si su proceder fue o no acorde con la Constitución. Que el supremo intérprete constitucional pueda, también, intervenir en este proceso es un límite importante, ya que podrá determinar, en los supuestos que así lo ameriten, la incompatibilidad del accionar del Poder Ejecutivo con la Constitución, con todas las consecuencias políticas y jurídicas que ello conlleva.
Sentencia 006-2019-CC/TC, fundamento 142, pp. 53-54

Si bien la sentencia no lo dice de manera expresa, el hecho de hacer referencia a "las consecuencias políticas y jurídicas que ello conlleva", sugiere que una disolución congresal declarada luego como inconstitucional podría generar la destitución del presidente de la república, considerando que el artículo 117° de la Constitución Política del Perú establece que éste puede ser acusado durante su periodo, entre otras cosas, por "disolver el Congreso".

## Votos singulares
De entre los magistrados que suscribieron la sentencia en mayoría, algunos decidieron además fundamentar de manera singular su voto. Asimismo, los magistrados que estuvieron en discordia con la sentencia hicieron lo propio.

### Fundamento de voto del magistrado Eloy Espinosa-Saldaña
El magistrado Eloy Espinosa-Saldaña, al fundamentar las razones por las que suscribió la sentencia que declaró infundada la demanda del Congreso, expresó su apoyo a la idea de que una cuestión de confianza planteada por el poder ejecutivo puede también ser denegada de manera tácita. Sobre el particular, precisó que si se interpretara que el otorgamiento o rechazo de la confianza solo puede materializarse mediante una votación expresa por parte del pleno del Congreso, se abriría la puerta a la posibilidad de que éste cometa un "fraude a la constitución", que consistiría en eludir la consecuencia política que la Constitución ha previsto para los casos en que un Congreso deniega la confianza a dos gabinetes (la disolución por parte del presidente) apelando al recurso de otorgar la confianza de manera formal, aunque en los hechos se realicen acciones totalmente opuestas a aquello que motivó el pedido de confianza. 

97. Asimismo, es necesario indicar que una interpretación en sentido contrario, puramente legalista o "paleopositivista" en los términos de Luigi Ferrojoli, implicaría admitir un grave riesgo de fraude a la Constitución. Dicho en otros términos, podría avalar la manipulación de una regulación, convalidando con ello una supuesta aprobación formal de la cuestión de confianza, mientras que en los hechos el Congreso en realidad le está denegando, de manera clara, lo solicitado. Si hay rasgos claros, inobjetables de no cumplir (o de ni siquiera atender) lo que era la intención de una cuestión de confianza, cabe entonces dentro de lo constitucionalmente posible, y buscando evitar un fraude a la Constitución, asumir que nuevamente se ha denegado una cuestión de confianza y que, con ello, se configura un supuesto para la disolución del Congreso.
Fundamento del voto del Magistrado Eloy Espinosa-Saldaña, fundamento 97

104. Todo lo antes descrito (la denegatoria de lo solicitado por el Presidente del Consejo de Ministros) hace irrelevante, entonces, la formalidad de que haya existido una votación aparentemente a favor de otorgar una confianza, pues, al tratarse de una herramienta de contrapeso político, es importante que esta no sea utilizada fraudulentamente, únicamente con la finalidad de evitar los efectos constitucionales que se desprenden del ejercicio de dicha institución. Lo contrario, según fue explicado, constituiría un fraude a la Constitución, proscrito expresamente en la Carta fundamental.
Fundamento del voto del Magistrado Eloy Espinosa-Saldaña, fundamento 104

### Voto singular de los magistrados Augusto Ferrero y Ernesto Blume
Los magistrados Augusto Ferrero Costa y Ernesto Blume Fortini, quienes discordaron con la sentencia en mayoría, fundamentaron su posición precisando que, en su opinión, la demanda debió haberse declarado fundada y que además debió precisarse que no hay denegación tácita o fáctica de la cuestión de confianza, que no cabe solicitar cuestión de confianza sobre materias de competencia del Congreso de la República, que no cabe plantear cuestión de confianza sobre materias que no estén referidas a medidas que el Poder Ejecutivo requiera para su gestión y que el Consejo de Ministros en pleno o los ministros por separado no están habilitados para modificar la agenda de las sesiones del Pleno del Congreso de la República. Algunas consideraciones de este voto singular son las siguientes:

22. A consideración nuestra, es clara la infracción constitucional cometida en detrimento de las competencias del Congreso de la República, con la irrupción del Presidente del Consejo de Ministros en la sesión del 30 de setiembre de 2019. Tal acto no puede justificarse en el primer párrafo del artículo 129 de la Constitución.
Voto singular de los magistrados Ferrero y Blume, fundamento 22

27. Consecuentemente, el hecho de que la Constitución dé a los ministros la posibilidad de concurrir a las sesiones del Congreso y participar en sus debates, no significa que los releve de sujetarse al orden o agenda establecidos previamente por el Congreso.
Voto singular de los magistrados Ferrero y Blume, fundamento 27

49. En consecuencia, opinamos que el Presidente del Consejo de Ministros violó las competencias del Congreso de la República al plantear cuestión de confianza sobre el proyecto de ley relativo al procedimiento de selección de magistrados del Tribunal Constitucional.
Voto singular de los magistrados Ferrero y Blume, fundamento 49

62. Sobre este tópico hay que partir de la consideración que, en armonía con la Constitución y el Reglamento del Congreso de la República, la cuestión de confianza por iniciativa ministerial exige una declaración expresa del Parlamento, al punto que, el Reglamento del Congreso (artículo 86, inciso "c") manda que esta sea debatida en la misma sesión en la que se plantea o en la siguiente. En tal sentido, lo enfatizamos, no caben aquí interpretaciones tácitas de la voluntad del Parlamento.
Voto singular de los magistrados Ferrero y Blume, fundamento 62

64. Por tanto, el Presidente de la Republica interpreta la actuación parlamentaria, ejecutada en virtud de su agenda previamente aprobada por las fuerzas políticas del Congreso de la República y conforme a sus facultades constitucionales y reglamentarias, como actos contrarios a los fines que el Presidente persigue con la cuestión de confianza, concluyendo que ha existido una denegación fáctica. Tal lógica es a todas luces inconstitucional y lesiona las competencias constitucionales del Congreso de la República, que el primer mandatario está en el inexcusable deber de respetar y garantizar, en armonía con el juramento que prestó al asumir su cargo de respetar y cumplir la Constitución.
Voto singular de los magistrados Ferrero y Blume, fundamento 64

De otro lado, con relación a la interpretación hecha por la sentencia en mayoría sobre la naturaleza de la cuestión previa presentada el 30 de septiembre de 2019 por la congresista Indira Huilca, los magistrados Ferrero y Blume precisan que ésta no tuvo por finalidad que se atienda la cuestión de confianza planteada por el premier Del Solar, sino únicamente que se suspenda el proceso de elección de magistrados del Tribunal Constitucional, por lo que no podría considerarse que el rechazo de esta cuestión previa constituya un rechazo a la cuestión de confianza. Para el efecto, el fundamento 66 de su voto singular cita un extracto de la intervención en el pleno de la citada congresista:

66. La congresista Huilca Flores presentó dicha cuestión previa en los términos siguientes:

[N]osotros por eso creemos que tiene que, esta moción que hemos presentado, debatirse acá, en el Pleno. Hemos planteado que se suspenda este proceso porque no tiene garantías. 
[...] 

Por eso, Presidenta, ratificamos el pedido y lo planteamos vía una cuestión previa, que se vea y que se cancele y deje sin efecto esta elección de los magistrados del Tribunal Constitucional [...] (Congreso de la República, Diario de los Debates, Primera Legislatura Ordinaria de 2019, 30 de setiembre de 2019, pp. 21-22).

67. Como puede apreciarse, la cuestión previa de la congresista Huilca Flores no fue por debatir o votar la cuestión de confianza planteada por el Presidente del Consejo de Ministros. Tuvo un pedido muy concreto: suspender el proceso de selección de magistrados del Tribunal Constitucional agendado para la sesión del 30 de setiembre de 2019 que se estaba llevando a cabo.
Voto singular de los magistrados Ferrero y Blume, fundamentos 66 y 67

Sobre esto último, se advierte que los magistrados Ferrero y Blume citaron de manera incompleta a la congresista Huilca, pues en la transcripción completa de su intervención que obra en el Diario de Debates del Congreso de la República correspondiente a la sesión del 30 de septiembre de 2019, consta que cuando ésta expresó que era necesario suspender el proceso de elección de magistrados del Tribunal Constitucional lo hizo con la finalidad de que ello permitiera que se debata la cuestión de confianza planteada por el poder ejecutivo:

La señora HUILCA FLORES (NP).— Gracias, presidente.

[...]
La Constitución es muy clara, la Constitución que tanto se esfuerzan en intentar defender dice en su artículo 133 que la cuestión de confianza, una vez presentada, pone en situación de crisis de gabinete si es que se rehúsa o no se debate.
 Acá debemos empezar a debatir ya la cuestión de confianza, Presidenta, cómo iniciar un proceso viciado, si cuando se está aquí en el Pleno se ha escuchado una propuesta para cambiar justamente estos procedimientos y hacerlos más transparentes y hacerlos realmente participativos, y sobre todo hacerlos legítimos de cara a la ciudadanía.
Presidenta, nosotros por eso creemos que tiene que, esta moción que hemos presentado, debatirse acá, en el Pleno. Hemos planteado que se suspenda este proceso porque no tiene garantías.
[...] 
Por eso, Presidenta, ratificamos el pedido y lo planteamos vía una cuestión previa, que se vea y que se cancele y deje sin efecto esta elección de los magistrados del Tribunal Constitucional [...]
Congreso de la República, Diario de los Debates, Primera Legislatura Ordinaria de 2019, 30 de setiembre de 2019, pp. 21-22